# Sis Hopkins (1941)
Sis Hopkins é um filme de comédia estadunidense de 1941 dirigido por Joseph Santley e roteirizado por Jack Townley, Milt Gross e Edward Eliscu. Estrelado por Judy Canova, Bob Crosby, Charles Butterworth, Jerry Colonna, Susan Hayward e Katharine Alexander, foi lançado em 12 de abril de 1941 pela Republic Pictures.

## Elenco
- Judy Canova como Sis Hopkins
- Bob Crosby como Jeff Farnsworth
- Charles Butterworth como Horace Hopkins
- Jerry Colonna como Professor
- Susan Hayward como Carol Hopkins
- Katharine Alexander como Clara Hopkins
- Elvia Allman como Ripple
- Carol Adams como Cynthia
- Lynn Merrick como Phyllis
- Mary Ainslee como Vera De Vere
- Charles Coleman como Butler
- Andrew Tombes como prefeito
- Charles Lane como Rollo
- Byron Foulger como Joe
- Betty Blythe como Sra. Farnsworth
- Frank Darien como Jud